# Noordelijke Ontwikkelingsmaatschappij
De Noordelijke Ontwikkelingsmaatschappij of kortweg NOM is een van de Nederlandse regionale ontwikkelingsmaatschappijen gericht op de Noord-Nederlandse provincies Groningen, Friesland en Drenthe. De NOM is een NV, waarvan de aandelen in handen zijn van het Ministerie van Economische Zaken (EZ) en de drie provincies.
De NOM zet zich in voor het versterken van het bedrijfsleven in het noorden door het investeren van risicodragend kapitaal, kredietverlening, acquisitie van bedrijven en investeringsfondsen uit binnen- en buitenland, innovatieversterking en advisering op het gebied van onder andere investeren, management en subsidies.

## Geschiedenis

### Voorgeschiedenis: Industrialisatiebureau Noorden des Lands
In de jaren 1960 vond een grote uitstroom plaats van industrie uit Groningen. Om banen te behouden werd in die tijd vooral gekeken naar het versterken van de economie door de ontwikkeling van nieuwe industriegebieden en het bieden van organisatorische ondersteuning. Mijnbouwkundig ingenieur Joop Bloemendal, die eerder gewerkt had voor de Limburgse steenkolenmijnen Emma en Maurits, in 1965 onder de vleugels van de DSM de Stafgroep Industrialisatie van de Staatsmijnen ('Bureau Bloemendal') was gaan leiden om nieuwe bedrijven naar Limburg te trekken en mede betrokken was bij de realisatie van 10.000 banen aldaar werd gevraagd om ook in Groningen iets dergelijks van de grond te tillen. Hij richtte in 1970 het Industrialisatiebureau Noorden des Lands (IBN) op in het toenmalige gebouw van de Gasunie in Groningen, waarvan hij vanaf 1963 ook al commissaris was. Het IBN moest in opdracht van de regering de werkgelegenheid in het noodlijdende noorden van het land vlot gaan trekken. Het IBN stond onder toezicht van het ministerie van EZ en de drie provincies. 'Problemsolver' Bloemendal werd binnengehaald als de 'regerings-Meis' en werd in 1971 door het regionale Nieuwsblad van het Noorden zelfs uitgeroepen tot 'man van het jaar'. Hij richtte zich met steun van grote bedrijven als Gasunie, Akzo, Shell en Philips vooral op het binnenhalen van nieuwe bedrijven voor de Eemshaven en Delfzijl (Havenschap Delfzijl) en het verkrijgen van steun voor de aanleg van betere verbindingen naar het noorden van het land, geld voor het verplaatsen van bedrijven naar het gebied, het versnellen van het spreidingsbeleid van het Rijk en het vestigen van hoger onderwijs in Friesland (HEAO) en Drenthe (HTS). Het werd hem echter al snel duidelijk dat er meer moest gebeuren
De hooggespannen verwachtingen vooraf konden echter niet waar worden gemaakt. Het economisch tij zat daarbij tegen. Met het uitbreken van de oliecrisis vielen veel investeringen stil. Met zijn kleine staf kon Bloemendal bovendien weinig uitrichten om de economie vlot te trekken. Het IBN had zelf geen eigen geld en kon bedrijven dus niet financieel ondersteunen, iets wat wel gewenst werd geacht. Om die reden werd in lijn met de gedachte van de maakbare samenleving gekeken naar een manier om makkelijker staatssteun aan bedrijven te kunnen geven. PvdA-kamerleden Ad Oele en Ko Wierenga waren de drijvende kracht achter deze gedachte.

### De eerste jaren: staatssteun op grote schaal
De NOM werd in 1974 als eerste regionale ontwikkelingsmaatschappij van het land opgericht op initiatief van het Ministerie van Economische Zaken (Ruud Lubbers). De Staat bezat alle aandelen. Als eerste directeuren werden Bloemendal en Klaas Gerrit de Groot (directeur van de Nationale Investeringsbank) aangesteld. Het investeringskapitaal bedroeg bij de oprichting 50 miljoen gulden. De insteek was om risicodragende investeringen makkelijker te maken voor noordelijke bedrijven om zo meer economische activiteit te genereren door de drempel met extra risicokapitaal te verlagen. Wel werd gewaarschuwd voor de zaken waar Bloemendal ook al was aangelopen: mogelijke rivaliteit tussen provincies en de werkgelegenheidsproblematiek die zou kunnen ontstaan wanneer besloten zou worden om niet te investeren. Belangrijke speerpunten van de NOM waren de ontwikkeling van de Eemshaven (waarvan Lubbers veel verwachtte) en de vestiging van een magnesiumfabriek.
Hoewel bij de oprichting werd uitgesproken dat het niet de bedoeling was om noodlijdende bedrijven zonder meer te ondersteunen en zeker geen staatsbedrijven te stichten in het gebied aangezien het bedrijf daar niet op toegerust was, bleek de praktijk al snel anders. In de beginjaren werd de organisatie vooral gebruikt als uitvoeringsorganisatie van het ministerie, waarbij de NOM zelf weinig inbreng had. Het beleid was vooral gericht op het behoud van banen in een tijd dat het economisch slecht ging met Nederland. VVD-minister Gijs van Ardenne wist daarbij meermaals risicovolle investeringen door te drukken. Veel gemeenschapsgeld ging daardoor toch naar uiteindelijk niet levensvatbare bedrijven en in sommige gevallen leidde dit tot 100%-deelnames. Alleen al tussen 1975 en 1980 verloor de NOM 78 miljoen gulden aan bedrijven die uiteindelijk alsnog failliet gingen. 
Een van de grootste mislukte participaties uit de geschiedenis van de NOM vormde de Winschoter vouwkartonfabriek OKTO (onderdeel van Kappa), die zich al in 1974 had aangediend en waarin onder druk van Van Ardenne tot het faillissement in 1984 meer dan 100 miljoen gulden werd gestoken zonder dat de NOM betrokken was bij de voorbereiding van het plan voor de fabriek. Vanwege het verlies van honderden banen leidde tot grote protesten onder leiding van Fré Meis. Om dit voorval werd de NOM destijds ook wel spottend 'brokkenbank' genoemd. Van Ardenne kreeg in 1986 felle kritiek van de Algemene Rekenkamer vanwege de hoge bedragen die verloren gingen: tussen 1974 en 1982 werd 333 miljoen gulden in noordelijke bedrijven gestoken, waarvan 235 miljoen (70%) verloren ging, fors meer dan bijvoorbeeld bij de regionale ontwikkelingsmaatschappij in Limburg, waar in dezelfde periode 20 miljoen verloren ging. Dit leidde er volgens de Rekenkamer ook toe dat het voortbestaan van concurrenten van deze bedrijven in het geding kwam. De grootste verliespost van de NOM vormde echter de ontwikkeling van de magnesiumfabriek NEDerlandse MAGnesia (later Nedmag), waarin het bedrijf wel geld stak, maar bij welke ontwikkeling zij niet was betrokken. In 1983 besloot de NOM zich voor het symbolische bedrag van 1 gulden terug te trekken uit dit bedrijf, waarbij een verlies van 120 miljoen gulden moest worden genomen.
In deze periode stond de NOM onder constante kritiek. De PvdA vond dat er te weinig banen werden gegenereerd en er een te liberale koers werd gevaren, kleine bedrijven klaagden dat er alleen geld ging naar grote bedrijven en Friesland en Drenthe klaagden dat het leeuwendeel van de investeringen naar Groningen ging. De NOM zelf stelde verder dat het vestigingsklimaat in de Eemshaven negatief werd beïnvloed door milieu-actiegroepen.

### De NOM als Investeringsbank
Vanaf de jaren 1980 werd het beleid gewijzigd vanwege de opgedane inzichten en omdat de EG voortaan strengere eisen stelde aan het verstrekken van steun aan individuele bedrijven: voortaan ging het geld alleen nog naar bedrijven die perspectief boden. Dit en het rapport van de Algemene Rekenkamer leidde tevens tot het verzelfstandigen van de NOM in 1986, waarbij de provincies nu ook aandeelhouder werden, zij het voor slechts voor een fractie; 0,1 procent elk. Voortaan gingen de reguliere rendementseisen gesteld aan de investeringen, omdat de NOM anders zelf failliet zou kunnen gaan. Zij het dat voor noordelijke bedrijven minder hoge rendementseisen worden gesteld als deze een bijdrage aan de regio opleveren. Een voorbeeld hiervan was de aanleg van Groningen Railport bij Veendam. Veel geld werd ook gestoken in bedrijven die naar de Eemshaven wilden komen, maar vaak met tegenvallend resultaat. Bij het twintigjarig bestaan in 1994 stelde de NOM 50.000 banen te hebben behouden voor het noorden.
In 2002 wist de NOM een bedrijf voor het assembleren van pc's voor Hewlett-Packard (Sanmina/SCI) naar Heerenveen te halen, hetgeen destijds door de NOM als de grootste klapper ooit werd gezien. Echter, al in 2002 werd dit bedrijf alweer verplaatst naar het Oostblok.
De NOM was lange tijd bijna volledig eigendom van het Rijk. De aandelen waren voor 99,97 procent van het Rijk, terwijl de provincies elk voor slechts 0,01 procent eigenaar waren. De angst bij de provincies was namelijk om voor grote kosten te komen staan, die door het Rijk eenvoudiger konden worden afgedekt. In 2011 gingen echter geluiden op bij de VVD dat het Rijk zich terug zou moeten trekken uit de NOM. De investeringsgelden werden in 2013 tevens gekort met 20 miljoen euro ten gunste van de zuidelijke regionale ontwikkelingsmaatschappij en onder druk van de VVD werden plannen gemaakt om de participatie volledig over te dragen aan de provincies of als die niet zouden willen aan een private partij; waarmee de invloed van de regionale politiek zou verdwijnen. Deze strategie van het Rijk werkte: de noordelijke provincies kwamen in het geweer en besloten de regie terug te pakken. In 2016 kochten zij de helft van de aandelen van het Rijk. De verantwoordelijkheid voor de activiteiten kwam hierdoor meer bij de provincies zelf te liggen.
Lang niet alle participaties leverden winst op. Er werden echter soms ook grote winsten geboekt. De verkoop van de aandelen van de NOM in Catawiki in 2020 was de meest winstgevende participatie met een winst van 10.000 procent.
In 2017 werd voor de (aanvullende) financiering van het midden- en kleinbedrijf, export en innovatie (deze laatste twee mogen niet worden gefinancierd door de NOM) met steun van de provincie Friesland de Friese Ontwikkelingsmaatschappij (FOM) opgezet door de NOM, MKB Noord en de Rabobank Leeuwarden-Noordwest Friesland. De fondsgelden daarvan worden beheerd door de NOM.

## Lijst van directeuren
- Joop Bloemendaal en Klaas Gerrit de Groot (1974)
- Henk Wisman (1975 - 1987)
- Arie van der Hek (1987 - 1993)
- Frits Migchelbrink (1993 - 2006)
- Siem Jansen (2006 - 2019)
- Dina Boonstra (2019 - heden)